# Huizhou
Huizhou (en chino, 惠州; pinyin, Hùizhōu) es una ciudad-prefectura  en la provincia de Cantón, República Popular de China. Parte del delta del río de las Perlas. Limita al norte con Heyuan, al sur con Shenzhen, al oeste con Dongguan y al este con Shanwei.También llamado el Reyno de la piratería, por su mercadeo en plenas calle de productos clonados,Su área es de 11 158 km² y su población para 2018 superó los 4,8 millones de habitantes. Huizhou forma parte de la megalópolis del Delta del río Perlas, hogar de más de 65 millones de personas.
Sus dos idiomas son el chino hui y el chino hakka, siendo ambos dialectos similares entre sí; aunque a medida que la gente llega a la ciudad por trabajo el chino mandarín se ha vuelto muy popular.
Huizhou es considerada como sitio de una industria petroquímica de clase mundial, así como un centro de desarrollo de tecnología de la información, y de expansión de las exportaciones y el comercio.

## Administración
Huizhou se divide en 5 localidades que se administran en 2 distritos y 2 condados.
| Mapa                                   | Mapa   | Mapa         | Mapa             | Mapa       | Mapa            |
| -------------------------------------- | ------ | ------------ | ---------------- | ---------- | --------------- |
| Huicheng Huiyang Boluo Huidong Longmen |        |              |                  |            |                 |
| Nombre                                 | Chino  | Pinyin       | Población (2010) | Área (km2) | Densidad (/km2) |
| Distrito Huicheng                      | 惠城区 | Huìchéng Qū  | 1,579,818        | 1,488.45   | 1,061           |
| Distrito Huiyang                       | 惠阳区 | Huìyáng Qū   | 764,816          | 1,205.44   | 664             |
| Condado Boluo                          | 博罗县 | Bóluó Xiàn   | 1,038,198        | 2,855.11   | 364             |
| Condado Huidong                        | 惠东县 | Huìdōng Xiàn | 908,390          | 3,526.73   | 258             |
| Condado Longmen                        | 龙门县 | Lóngmén Xiàn | 307,180          | 2,267.2    | 135             |

## Clima
| Parámetros climáticos promedio de Huizhou (1971−2000) | Parámetros climáticos promedio de Huizhou (1971−2000) | Parámetros climáticos promedio de Huizhou (1971−2000) | Parámetros climáticos promedio de Huizhou (1971−2000) | Parámetros climáticos promedio de Huizhou (1971−2000) | Parámetros climáticos promedio de Huizhou (1971−2000) | Parámetros climáticos promedio de Huizhou (1971−2000) | Parámetros climáticos promedio de Huizhou (1971−2000) | Parámetros climáticos promedio de Huizhou (1971−2000) | Parámetros climáticos promedio de Huizhou (1971−2000) | Parámetros climáticos promedio de Huizhou (1971−2000) | Parámetros climáticos promedio de Huizhou (1971−2000) | Parámetros climáticos promedio de Huizhou (1971−2000) | Parámetros climáticos promedio de Huizhou (1971−2000) |
| Mes                                                   | Ene.                                                  | Feb.                                                  | Mar.                                                  | Abr.                                                  | May.                                                  | Jun.                                                  | Jul.                                                  | Ago.                                                  | Sep.                                                  | Oct.                                                  | Nov.                                                  | Dic.                                                  | Anual                                                 |
| ----------------------------------------------------- | ----------------------------------------------------- | ----------------------------------------------------- | ----------------------------------------------------- | ----------------------------------------------------- | ----------------------------------------------------- | ----------------------------------------------------- | ----------------------------------------------------- | ----------------------------------------------------- | ----------------------------------------------------- | ----------------------------------------------------- | ----------------------------------------------------- | ----------------------------------------------------- | ----------------------------------------------------- |
| Temp. máx. media (°C)                                 | 18.6                                                  | 19.3                                                  | 22.2                                                  | 26.1                                                  | 29.3                                                  | 31.3                                                  | 32.7                                                  | 32.5                                                  | 31.2                                                  | 28.6                                                  | 24.2                                                  | 20.4                                                  | 26.4                                                  |
| Temp. mín. media (°C)                                 | 10.2                                                  | 11.7                                                  | 14.9                                                  | 19.2                                                  | 22.5                                                  | 24.7                                                  | 25.4                                                  | 25.2                                                  | 24.0                                                  | 20.7                                                  | 15.8                                                  | 11.6                                                  | 18.8                                                  |
| Precipitación total (mm)                              | 37.3                                                  | 62.8                                                  | 87.0                                                  | 202.0                                                 | 226.7                                                 | 323.6                                                 | 255.1                                                 | 276.1                                                 | 173.0                                                 | 66.6                                                  | 28.2                                                  | 33.4                                                  | 1771.8                                                |
| Días de precipitaciones (≥ 0.1 mm)                    | 6.3                                                   | 10.6                                                  | 12.6                                                  | 14.5                                                  | 18.3                                                  | 18.7                                                  | 17.2                                                  | 18.4                                                  | 13.0                                                  | 6.6                                                   | 5.1                                                   | 4.8                                                   | 146.1                                                 |
| Fuente: Weather China                                 |                                                       |                                                       |                                                       |                                                       |                                                       |                                                       |                                                       |                                                       |                                                       |                                                       |                                                       |                                                       |                                                       |